# Liste des titres musicaux numéro un au Royaume-Uni en 1962
Cette page liste les titres classés no 1 des ventes de disques au Royaume-Uni pour l'année 1962 selon The Official Charts Company.
Les classements hebdomadaires sont issus des UK Singles Chart et UK Albums Chart.

## Classement des singles
| №  | Date         | Artiste                          | Titre                                              | Référence |
| -- | ------------ | -------------------------------- | -------------------------------------------------- | --------- |
| 1  | 4 janvier    | Danny Williams (en)              | Moon River                                         |           |
| 2  | 11 janvier   | Cliff Richard and The Shadows    | The Young Ones                                     |           |
| 3  | 18 janvier   | Cliff Richard and The Shadows    | The Young Ones                                     |           |
| 4  | 25 janvier   | Cliff Richard and The Shadows    | The Young Ones                                     |           |
| 5  | 1er février  | Cliff Richard and The Shadows    | The Young Ones                                     |           |
| 6  | 8 février    | Cliff Richard and The Shadows    | The Young Ones                                     |           |
| 7  | 15 février   | Cliff Richard and The Shadows    | The Young Ones                                     |           |
| 8  | 22 février   | Elvis Presley                    | Rock-A-Hula Baby (en) / Can't Help Falling in Love |           |
| 9  | 1er mars     | Elvis Presley                    | Rock-A-Hula Baby (en) / Can't Help Falling in Love |           |
| 10 | 8 mars       | Elvis Presley                    | Rock-A-Hula Baby (en) / Can't Help Falling in Love |           |
| 11 | 15 mars      | Elvis Presley                    | Rock-A-Hula Baby (en) / Can't Help Falling in Love |           |
| 12 | 22 mars      | The Shadows                      | Wonderful Land (en)                                |           |
| 13 | 29 mars      | The Shadows                      | Wonderful Land (en)                                |           |
| 14 | 5 avril      | The Shadows                      | Wonderful Land (en)                                |           |
| 15 | 12 avril     | The Shadows                      | Wonderful Land (en)                                |           |
| 16 | 19 avril     | The Shadows                      | Wonderful Land (en)                                |           |
| 17 | 26 avril     | The Shadows                      | Wonderful Land (en)                                |           |
| 18 | 3 mai        | The Shadows                      | Wonderful Land (en)                                |           |
| 19 | 10 mai       | The Shadows                      | Wonderful Land (en)                                |           |
| 20 | 17 mai       | B. Bumble and the Stingers       | Nut Rocker                                         |           |
| 21 | 24 mai       | Elvis Presley                    | Good Luck Charm                                    |           |
| 22 | 31 mai       | Elvis Presley                    | Good Luck Charm                                    |           |
| 23 | 7 juin       | Elvis Presley                    | Good Luck Charm                                    |           |
| 24 | 14 juin      | Elvis Presley                    | Good Luck Charm                                    |           |
| 25 | 21 juin      | Elvis Presley                    | Good Luck Charm                                    |           |
| 26 | 28 juin      | Mike Sarne (en) et Wendy Richard | Come Outside                                       |           |
| 27 | 5 juillet    | Mike Sarne (en) et Wendy Richard | Come Outside                                       |           |
| 28 | 12 juillet   | Ray Charles                      | I Can't Stop Loving You                            |           |
| 29 | 19 juillet   | Ray Charles                      | I Can't Stop Loving You                            |           |
| 30 | 26 juillet   | Frank Ifield                     | I Remember You                                     |           |
| 31 | 2 août       | Frank Ifield                     | I Remember You                                     |           |
| 32 | 9 août       | Frank Ifield                     | I Remember You                                     |           |
| 33 | 16 août      | Frank Ifield                     | I Remember You                                     |           |
| 34 | 23 août      | Frank Ifield                     | I Remember You                                     |           |
| 35 | 30 août      | Frank Ifield                     | I Remember You                                     |           |
| 36 | 6 septembre  | Frank Ifield                     | I Remember You                                     |           |
| 37 | 13 septembre | Elvis Presley                    | She's Not You                                      |           |
| 38 | 20 septembre | Elvis Presley                    | She's Not You                                      |           |
| 39 | 27 septembre | Elvis Presley                    | She's Not You                                      |           |
| 40 | 4 octobre    | The Tornados                     | Telstar                                            |           |
| 41 | 11 octobre   | The Tornados                     | Telstar                                            |           |
| 42 | 18 octobre   | The Tornados                     | Telstar                                            |           |
| 43 | 25 octobre   | The Tornados                     | Telstar                                            |           |
| 44 | 1er novembre | The Tornados                     | Telstar                                            |           |
| 45 | 8 novembre   | Frank Ifield                     | Lovesick Blues                                     |           |
| 46 | 15 novembre  | Frank Ifield                     | Lovesick Blues                                     |           |
| 47 | 22 novembre  | Frank Ifield                     | Lovesick Blues                                     |           |
| 48 | 29 novembre  | Frank Ifield                     | Lovesick Blues                                     |           |
| 49 | 6 décembre   | Frank Ifield                     | Lovesick Blues                                     |           |
| 50 | 13 décembre  | Elvis Presley                    | Return to Sender                                   |           |
| 51 | 20 décembre  | Elvis Presley                    | Return to Sender                                   |           |
| 52 | 27 décembre  | Elvis Presley                    | Return to Sender                                   |           |

## Classement des albums
| №  | Date         | Artiste                                | Titre                                       | Référence |
| -- | ------------ | -------------------------------------- | ------------------------------------------- | --------- |
| 1  | 7 janvier    | Cliff Richard and The Shadows          | The Young Ones                              |           |
| 2  | 14 janvier   | Cliff Richard and The Shadows          | The Young Ones                              |           |
| 3  | 21 janvier   | Cliff Richard and The Shadows          | The Young Ones                              |           |
| 4  | 28 janvier   | Cliff Richard and The Shadows          | The Young Ones                              |           |
| 5  | 4 février    | Cliff Richard and The Shadows          | The Young Ones                              |           |
| 6  | 11 février   | Cliff Richard and The Shadows          | The Young Ones                              |           |
| 7  | 18 février   | Elvis Presley                          | Blue Hawaii                                 |           |
| 8  | 25 février   | Elvis Presley                          | Blue Hawaii                                 |           |
| 9  | 4 mars       | Elvis Presley                          | Blue Hawaii                                 |           |
| 10 | 11 mars      | Elvis Presley                          | Blue Hawaii                                 |           |
| 11 | 18 mars      | Elvis Presley                          | Blue Hawaii                                 |           |
| 12 | 25 mars      | Elvis Presley                          | Blue Hawaii                                 |           |
| 13 | 1er avril    | Elvis Presley                          | Blue Hawaii                                 |           |
| 14 | 8 avril      | Elvis Presley                          | Blue Hawaii                                 |           |
| 15 | 15 avril     | Elvis Presley                          | Blue Hawaii                                 |           |
| 16 | 22 avril     | Elvis Presley                          | Blue Hawaii                                 |           |
| 17 | 29 avril     | Elvis Presley                          | Blue Hawaii                                 |           |
| 18 | 6 mai        | Elvis Presley                          | Blue Hawaii                                 |           |
| 19 | 13 mai       | Elvis Presley                          | Blue Hawaii                                 |           |
| 20 | 20 mai       | Elvis Presley                          | Blue Hawaii                                 |           |
| 21 | 27 mai       | Elvis Presley                          | Blue Hawaii                                 |           |
| 22 | 3 juin       | Elvis Presley                          | Blue Hawaii                                 |           |
| 23 | 10 juin      | Elvis Presley                          | Blue Hawaii                                 |           |
| 24 | 17 juin      | Divers artistes                        | Bande originale du film West Side Story     |           |
| 25 | 24 juin      | Divers artistes                        | Bande originale du film West Side Story     |           |
| 26 | 1er juillet  | Divers artistes                        | Bande originale du film West Side Story     |           |
| 27 | 8 juillet    | Divers artistes                        | Bande originale du film West Side Story     |           |
| 28 | 15 juillet   | Divers artistes                        | Bande originale du film West Side Story     |           |
| 29 | 22 juillet   | Elvis Presley                          | Pot Luck                                    |           |
| 30 | 29 juillet   | Elvis Presley                          | Pot Luck                                    |           |
| 31 | 5 août       | Elvis Presley                          | Pot Luck                                    |           |
| 32 | 12 août      | Elvis Presley                          | Pot Luck                                    |           |
| 33 | 19 août      | Elvis Presley                          | Pot Luck                                    |           |
| 34 | 26 août      | Divers artistes                        | Bande originale du film West Side Story     |           |
| 35 | 2 septembre  | Elvis Presley                          | Pot Luck                                    |           |
| 36 | 9 septembre  | Divers artistes                        | Bande originale du film West Side Story     |           |
| 37 | 16 septembre | Kenny Ball, Chris Barber et Acker Bilk | The Best of Ball, Barber and Bilk           |           |
| 38 | 23 septembre | Divers artistes                        | Bande originale du film West Side Story     |           |
| 39 | 30 septembre | Divers artistes                        | Bande originale du film West Side Story     |           |
| 40 | 7 octobre    | Divers artistes                        | Bande originale du film West Side Story     |           |
| 41 | 14 octobre   | Kenny Ball, Chris Barber et Acker Bilk | The Best of Ball, Barber and Bilk           |           |
| 42 | 21 octobre   | The Shadows                            | Out of the Shadows                          |           |
| 43 | 28 octobre   | The Shadows                            | Out of the Shadows                          |           |
| 44 | 4 novembre   | The Shadows                            | Out of the Shadows                          |           |
| 45 | 11 novembre  | Divers artistes                        | Bande originale du film West Side Story     |           |
| 46 | 18 novembre  | The Shadows                            | Out of the Shadows                          |           |
| 47 | 25 novembre  | George Mitchell Minstrels (en)         | On Stage with the George Mitchell Minstrels |           |
| 48 | 2 décembre   | George Mitchell Minstrels (en)         | On Stage with the George Mitchell Minstrels |           |
| 49 | 9 décembre   | Divers artistes                        | Bande originale du film West Side Story     |           |
| 50 | 16 décembre  | The Shadows                            | Out of the Shadows                          |           |
| 51 | 23 décembre  | George Mitchell Minstrels              | The Black and White Minstrel Show           |           |
| 52 | 30 décembre  | George Mitchell Minstrels              | The Black and White Minstrel Show           |           |

## Meilleures ventes de l'année
- Singles[1] : Frank Ifield - I Remember You
- Albums[2] : Divers artistes - Bande originale du film West Side Story